# Rules of Engagement
Rules of Engagement é uma série de televisão americana, que estreou em 5 de fevereiro de 2007, no bloco de comédias da CBS. Em sua primeira temporada, exibida durante a midseason, a série foi ao ar no antigo horário de The New Adventures of Old Christine, sucedendo a sitcom de maior audiência da TV, Two and a Half Men. A série é produzida pela produtora de Adam Sandler, a Happy Madison Productions, e distribuída pela Sony Pictures Television. No Brasil começou a ser exibida 26 de junho de 2007 às 21h pelo Sony Entertainment Television. Em Portugal, começou a ser exibida em 2012 pelo AXN White.
Em 15 de maio de 2007, os executivos da CBS anunciaram que a série ganharia uma segunda temporada.

## Detalhes
Dois casais e um amigo solteiro lidam com várias complicações como namoros, rolos, compromissos e até casamentos. A série é estrelada por Oliver Hudson e Bianca Kajlich como o casal mais jovem, Patrick Warburton e Megyn Price como o casal de longa data, e David Spade como o amigo solteiro que gosta de zombar da cara de todo mundo, inclusive do seu assistente, Timmy.

## Elenco
- Patrick Warburton como Jeff Bingham
- Megyn Price como Audrey Bingham
- Oliver Hudson como Adam Rhodes
- Bianca Kajlich como Jennifer Morgan
- David Spade como Russell Dunbar
- Adhir Kalyan como Timir "Timmy" Dunbar Patel

## Episódios

### 1ª temporada: 2006-2007
| # | Título                 | Exibição Original       |
| - | ---------------------- | ----------------------- |
| 1 | Pilot                  | 12 de Fevereiro de 2006 |
| 2 | The Birthday Deal      | 12 de Maio de 2006      |
| 3 | Young and the Restless | 19 de Agosto de 2006    |
| 4 | Game On                | 15 de Outubro de 2006   |
| 5 | Kids                   | 5 de Novembro de 2006   |
| 6 | Hard Day's Night       | 12 de Dezembro de 2006  |
| 7 | Jeff's Wooby           | 28 de Fevereiro de 2007 |

### 2ª temporada: 2007-2008
| #  | Título                 | Exibição Original      |
| -- | ---------------------- | ---------------------- |
| 8  | Flirting with Disaster | 24 de Setembro de 2007 |
| 9  | Audrey's Sister        | 1 de Outubro de 2007   |
| 10 | Mr. Fix It             | 8 de Outubro de 2007   |
| 11 | Guy Code               | 15 de Outubro de 2007  |
| 12 | Bag Ladies             | 22 de Outubro de 2007  |
| 13 | Old School Jeff        | 29 de Outubro de 2007  |
| 14 | Engagement Party       | 5 de Novembro de 2007  |
| 15 | Fix Ups & Downs        | 12 de Novembro de 2007 |
| 16 | A Visit from Fay       | 19 de Novembro de 2007 |

## Transmissões Internacionais
| País           | Emissora                    |
| -------------- | --------------------------- |
| Austrália      | Network Ten                 |
| Canadá         | CityTV                      |
| Estados Unidos | CBS, WGN America e Lifetime |
| Reino Unido    | E4                          |
| Portugal       | AXN White                   |

## Recepção
Em sua primeira temporada, Rules of Engagement teve recepção geralmente desfavorável por parte da crítica especializada. Com base de 27 avaliações profissionais, alcançou uma pontuação de 28% no Metacritic.